# PFK Levski Sofia
PFK Levski Sofia (bulharsky Професионален футболен клуб Левски София) je fotbalový klub bulharské první ligy sídlící v Sofii. Byl založen roku 1914. Hřištěm klubu je stadion Georgi Asparuchova s kapacitou 29 980 diváků.
Klub byl pojmenován podle národního hrdiny Vasila Levského. V letech 1949 až 1957 se jmenoval Dinamo. V roce 1969 byl sloučen se Spartakem Sofia a nesl název Levski Spartak, stal se reprezentantem bulharského ministerstva vnitra. Rivalita s PFK CSKA Sofia vypukly při finále Bulharského poháru 19. června 1985 v násilnosti na hřišti i v hledišti. Poté byly oba kluby úředně rozpuštěny, jejich ligové výsledky anulovány a hráči obvinění z rozpoutání skandálu dostali doživotní distanc. Později bylo rozhodnutí zmírněno a oba kluby směly dál fungovat, ale pod novými názvy: Levski se přejmenoval na Vitoša (podle pohoří nedaleko Sofie) a CSKA na Sredec (starověké jméno města). Po pádu komunistického režimu se Levski vrátil k původnímu názvu a Spartak se znovu osamostatnil.
Klub hrál čtvrtfinále Pohárů vítězů pohárů v letech 1969–70, 1976–77 a 1986–87 a čtvrtfinále Poháru UEFA 1975–76 a 2005–06. V sezóně 2006–07 hrál jako první bulharský klub v historii skupinovou fázi Ligy mistrů.
Levski nikdy ve své existenci nesestoupil z nejvyšší bulharské soutěže.

## Úspěchy
- Vítěz A Grupy (26×): 1933, 1937, 1942, 1946, 1947, 1949, 1950, 1953, 1965, 1968, 1970, 1974, 1977, 1979, 1984, 1985, 1988, 1993, 1994, 1995, 2000, 2001, 2002, 2006, 2007, 2009.

- Vítěz bulharského fotbalového poháru (25×): 1942, 1946, 1947, 1949, 1950, 1956, 1957, 1959, 1967, 1970, 1971, 1976, 1977, 1979, 1984, 1986, 1991, 1992, 1994, 1998, 2000, 2002, 2003, 2005, 2007.

## Významní hráči
- Georgi Asparuchov (1959–1961, 1963–1971)